# Pichu Pichu
Pichu Pichu es un volcán situado al sur del Perú en el departamento de Arequipa. Se encuentra muy erosionado, y está formado por siete cumbres, de las que el Coronado es la cumbre principal y la más alta. En ésta se conserva una plataforma ceremonial, en la cual los incas realizaban ofrendas. Se halla al este de la ciudad de Arequipa, de la que dista 32 km en línea recta. La cumbre más alta tiene una altitud de 5665 m s. n. m., y la cima más accesible se encuentra a 5515 m s. n. m.
Durante unas expediciones dirigidas por los arqueólogos José Antonio Chávez y Johan Reinhard se encontraron cerca de la cumbre tres momias incaicas. Una de ellas se exhibe en el museo arqueológico José María Morante de la Universidad Nacional de San Agustín, bajo el nombre de la momia del Pichu Pichu.

## Leyendas sobre su origen

### El hombre dormido
El origen de este volcán es explicado por varias leyendas. En una de ellas se cuenta que un guerrero violó a la hija del inca a la que dejó embarazada y este no quiso aceptar la responsabilidad, por lo que fue perseguido. Desesperado quiso huir por camino que lleva al Balneario de Jesús, pero cansado, se quedó dormido al anochecer a las faldas de un cerro. Cuando amaneció fue castrado y castigado por su rebelión por el Sol, que lo condenó a dormir eternamente. Por eso este volcán visto de lejos parece un hombre dormido que no tiene aparato sexual.

## Incidentes notables

### Accidente del Mirage 2000 de la Fuerza Aérea del Perú
El jueves 11 de abril del 2024 un avión Mirage 2000 de la FAP (Fuerza Aérea del Perú) se estrelló en la ladera oeste del volcán Pichu Picchu. Era un vuelo de entrenamiento a baja altura, el piloto era el mayor FAP Ramiro Rondón Medina. Despegó de la Base Aérea de La Joya (Arequipa) y sobrevoló parte de la zona urbana de la ciudad de Arequipa, a las 10:31 a. m. perdió comunicación con la torre de control de La Joya sobre el distrito de Chiguata. Aproximadamente a las 11:00 a. m. se inició el proceso de búsqueda, pero en la tarde por problemas meteorológicos se detuvo la búsqueda y se reanudó el día siguiente.
Lamentablemente al promediar las 11:05 de la mañana del viernes 12 de abril se encontró los restos mortales del mayor FAP Ramiro Rondón Medina junto al 50% de la aereonave. Se presume que al haber aparecido una falla en el avión, el mayor FAP decidió dirigir su avión hacia el volcán para evitar estrellarse en una zona urbana. La FAP ha activado a la JIA (Junta de Investigación de Accidentes) a fin de esclarecer el accidente.